# One Day (canción de Vince Clarke y Paul Quinn)
«One Day» es un disco sencillo publicado por el músico Vince Clarke en 1985, en un fugaz dueto que conformara con el vocalista escocés Paul Quinn.

## Historia
Vince Clarke se dio a conocer en el grupo Depeche Mode en 1981, pero ese mismo año abandonó ese proyecto, al poco del cual formó el dueto Yazoo con la cantante Alison Moyet, pero después de dos años lo disolvió también y anunció que se dedicaría sólo a grabar sencillos siempre con diferentes vocalistas. El primero de esos sencillos fue Never Never en el proyecto The Assembly, al que seguiría One Day con Paul Quinn, quien por su parte se había dado a conocer en un grupo de escasa trayectoria llamado Bourgie Bourgie, que sólo publicó dos sencillos.

La canción One Day fue compuesta por Clarke, Cameron McVey y Jamie J. Morgan (Morgan y McVey -quien más tarde se casaría con Neneh Cherry- formarían el efímero grupo Morgan-McVey). A diferencia de sus anteriores experimentos tuvo un pobre desempeño en listas de popularidad, alcanzando tan sólo el lugar 99 en el Reino Unido. La canción One Day tuvo incluso vídeo promocional.

El lado B es otra balada llamada Song For compuesto tan solo por Clarke.

## Lista de temas
El sencillo One Day se publicó sólo en disco de vinilo de 7 y 12 pulgadas a través de Mute Records de Daniel Miller, con quien Clarke ya había trabajado en sus anteriores proyectos, apareciendo en la edición en 12 pulgadas versiones extendidas de ambos temas, de cualquier modo el contenido en todas las ediciones fue el mismo:
En disco de vinilo
7 pulgadas Mute TAG1  One Day
| Lado 1 |           |          |  |
| N.º    | Título    | Duración |  |
| 1.     | «One Day» | 3:16     |  |

| Lado 2 |            |          |  |
| N.º    | Título     | Duración |  |
| 1.     | «Song For» |          |  |

12 pulgadas Mute TAG1  One Day - Extension
| Lado A |                               |          |  |
| N.º    | Título                        | Duración |  |
| 1.     | «One Day» (versión extendida) | 4:19     |  |

| Lado B |                                |          |  |
| N.º    | Título                         | Duración |  |
| 1.     | «Song For» (versión extendida) | 5:10     |  |

CD 1996
En 1996 se editó el sencillo por primera vez en CD, sólo en el Reino Unido. El diseño original de la tapa lo realizó T + CP y su actualización para la edición en CD, P.A.Taylor.
| Mute CDTAG1 One Day |                                |          |  |
| N.º                 | Título                         | Duración |  |
| 1.                  | «One Day»                      | 3:16     |  |
| 2.                  | «Song For»                     | 3:22     |  |
| 3.                  | «One Day» (versión extendida)  | 4:19     |  |
| 4.                  | «Song For» (versión extendida) | 5:10     |  |